# ليرو جارفي
ليرو جارفي (بالفنلندية: Iiro Järvi)‏ (و. 1965  م) هو لاعب هوكي الجليد فنلندي، ولد في هلسنكي، شارك في الألعاب الأولمبية الشتوية 1988، مركز لعبه هو جناح ‏.

## روابط خارجية
- ليرو جارفي على موقع دوري الهوكي الوطني (الإنجليزية)
- ليرو جارفي على موقع EliteProspects.com (الإنجليزية)
- ليرو جارفي على موقع Eurohockey.com (الإنجليزية)
- ليرو جارفي على موقع HockeyDB.com (الإنجليزية)
- ليرو جارفي على موقع Hockey-Reference.com (الإنجليزية)
- ليرو جارفي على موقع أوليمبيديا (الإنجليزية)